# Sapromyza affra
Sapromyza affra är en tvåvingeart som beskrevs av Camillo Rondani 1863. Sapromyza affra ingår i släktet Sapromyza och familjen lövflugor. Inga underarter finns listade i Catalogue of Life.